# 京阪2200系電車
京阪2200系電車（けいはん2200けいでんしゃ）は、1964年（昭和39年）に登場した京阪電気鉄道（京阪）の通勤形電車。
モノコック構造のいわゆる「卵型電車」系列群の1つで2000系の急行用として京阪本線天満橋 - 淀屋橋間の延伸を含む高度経済成長期の乗客増加に対応するために登場した車両である。
2019年現在、京阪線で運用される車両の中で系列としては最古となっている。

## 投入の経緯

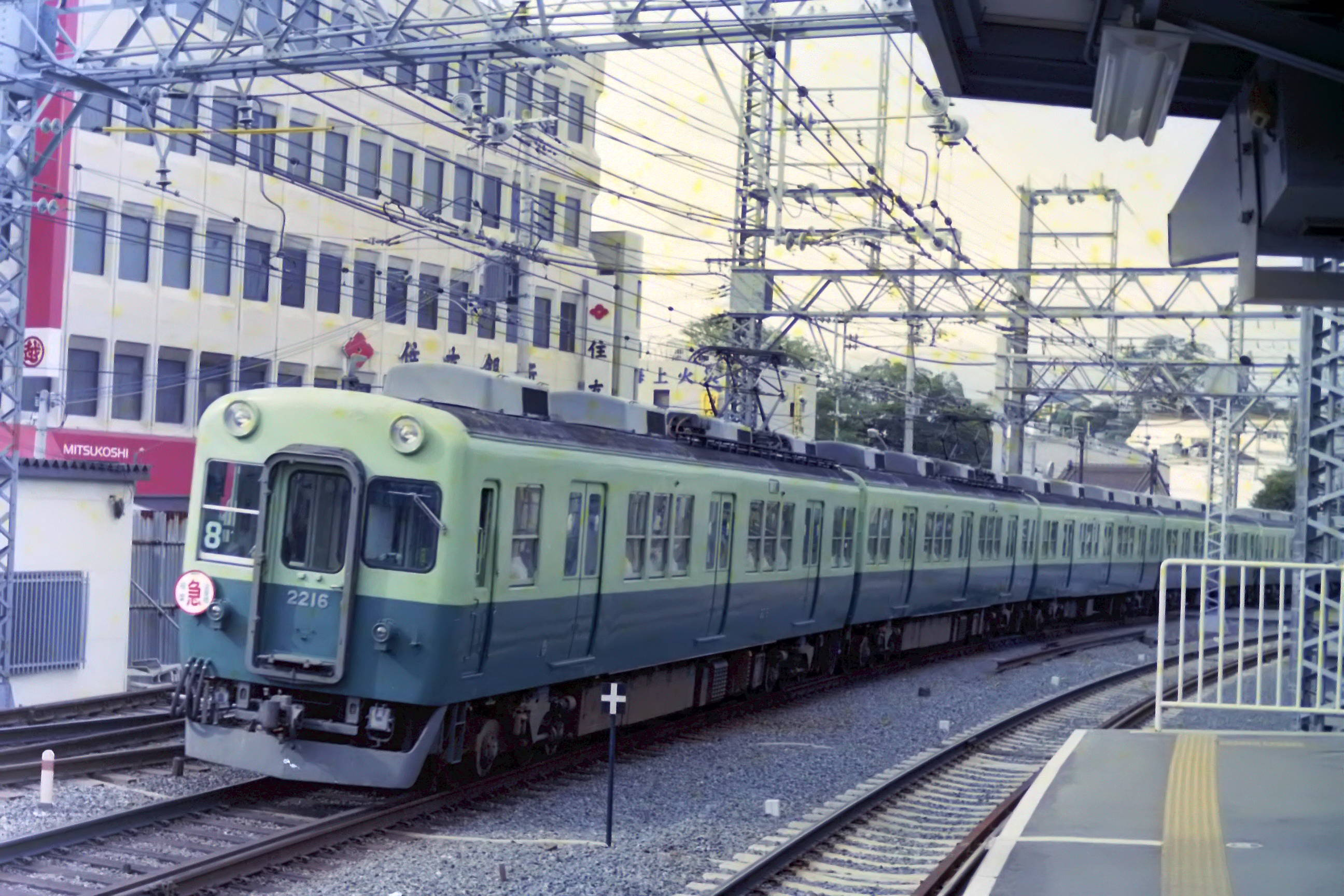
架線電圧1500ボルトへの昇圧により、京阪初の8両運用を実現した京阪2200系電車（冷房改造後・改修工事前）

1960年代の京阪では普通や区間急行用として製造された高加減速車2000系が大量に投入されていたが、急行や準急は依然として元特急用車両（1700系・1800系）をはじめとした2扉車が多く運用されていた。乗降の少ない運用に長編成化した2扉車を回したり、大型化更新と称して戦前製の車両を3扉の通勤形車体に更新する（600系）ことで混雑や遅延を防ごうとしてきたものの、沿線人口の急激な増大でそれも限界に達しつつあった。そこで、3扉を有し急行や準急に使うことのできる走行性能を有し、かつ経済性にも優れた車両を新造することとなった。2000系は全車電動車によって編成が組まれていたが、本系列では当初から付随車を組み込んでいる。

## 車体・機器

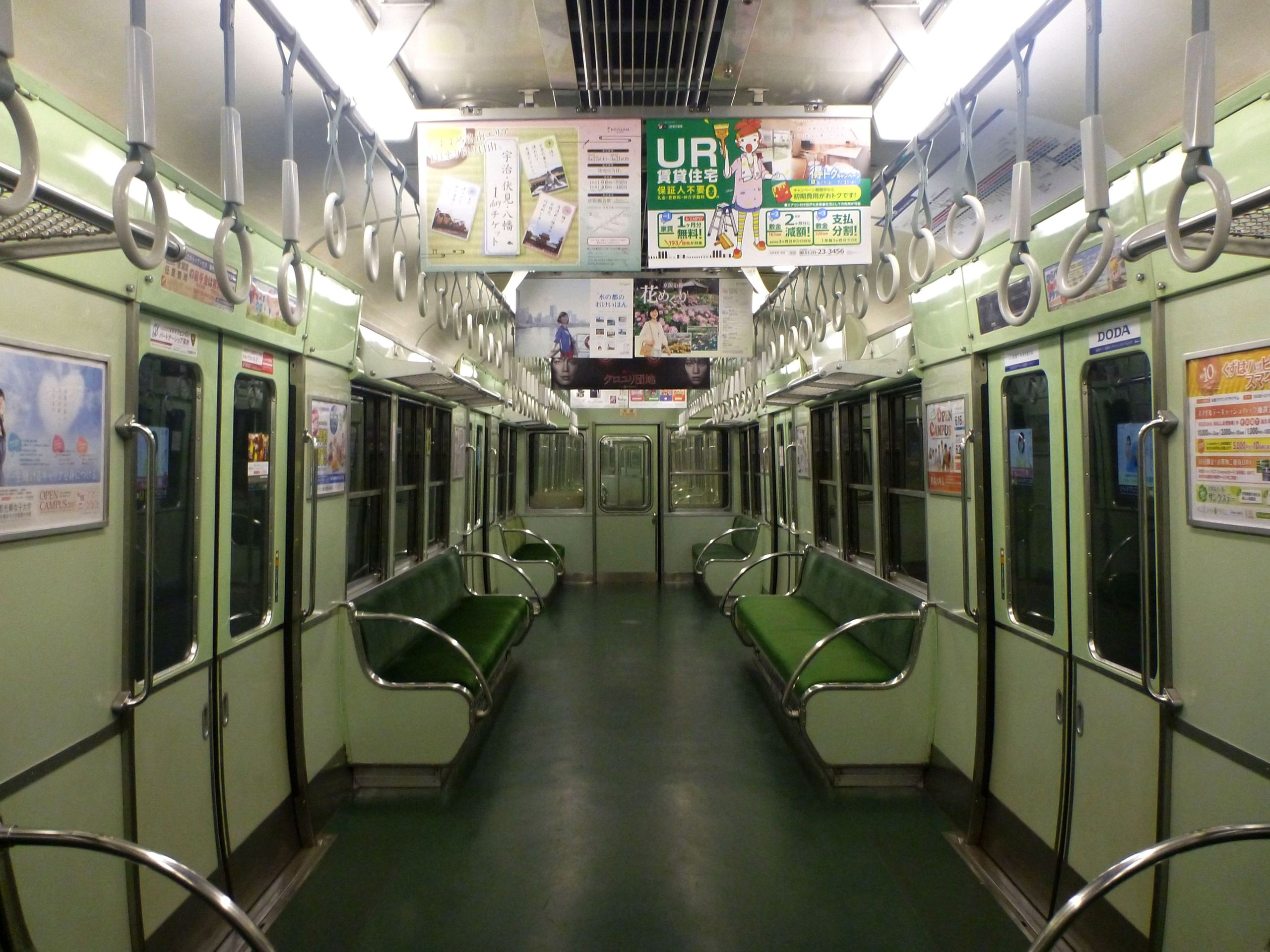
車内

車体は基本的に2000系2次車をベースとしているが、正面にスカートを設置された点、制御電動車のパンタグラフが連結面寄りに設置された点、貫通幌が幌吊りを内蔵した成田式リコ型に変更された点などの相違がある。制御装置｢ACDF-H4155-576A｣は発電ブレーキ付きの抵抗制御であったが、制御段数を多く取り、空転対応機能を備えている。付随車を組み込む前提のため、モーター出力は130 kWとなっている。歯車比は5.60とした。ブレーキは発電ブレーキ併用電磁直通ブレーキ(HSC-D)を装備している。
台車は、電動車には2000系で採用されたエコノミカル式を発展させた汽車製造製のKS-73系、付随車には住友金属工業が開発した側梁緩衝ゴム式のFS-337系が使用された。製造は全車川崎車輌（現・川崎車両）または川崎重工業で、本系列以降の京阪の新系列車はすべて川崎製となった。
製造当時、先頭車両の前照灯付近には、滑り止めに由来する「砂地処理」がなされていた。

## 変遷

### 登場および増備
1964年に登場した一次車は21両製造された。6両編成2本・5両編成1本・4両編成1本を基本に、当初の計画どおり急行や準急を中心に、4両編成は各駅停車用として運用された。
| ← 京都大阪 → | ← 京都大阪 → | ← 京都大阪 → | ← 京都大阪 → | ← 京都大阪 → | ← 京都大阪 → |
| 形式         | 2200         | 2300         | 2350         | 2250         | 竣工         |
| ------------ | ------------ | ------------ | ------------ | ------------ | ------------ |
| 形式         | Mc           | M            | T            | Tc           |              |
| 車両番号     | 2201         |              |              | 2251         | 1965年1月    |
| 車両番号     | 2202         |              |              | 2252         | 1964年12月   |
| 車両番号     | 2203         |              |              | 2253         | 1965年2月    |
| 車両番号     | 2204         |              |              | 2254         | 1964年12月   |
| 車両番号     | 2205         | 2303         |              | 2255         | 1965年3月    |
| 車両番号     | 2206         |              |              | 2256         | 1965年2月    |
| 車両番号     | 2207         |              |              | 2257         | 1965年2月    |
| 車両番号     | 2208         |              |              | 2258         | 1965年3月    |
| 車両番号     |              | 2301         | 2351         |              | 1965年3月    |
| 車両番号     |              | 2302         | 2352         |              | 1965年3月    |

1965年には4両編成3本の12両が増備され、一部編成を組み替えて6両編成4本・5両編成1本・4両編成1本となった。
| ← 京都大阪 → | ← 京都大阪 → | ← 京都大阪 → | ← 京都大阪 → | ← 京都大阪 → | ← 京都大阪 → |
| 形式         | 2200         | 2300         | 2350         | 2250         | 竣工         |
| ------------ | ------------ | ------------ | ------------ | ------------ | ------------ |
| 形式         | Mc           | M            | T            | Tc           | 竣工         |
| 車両番号     | 2209         | 2304         | 2353         | 2259         | 1965年12月   |
| 車両番号     | 2210         | 2305         | 2354         | 2260         | 1965年12月   |
| 車両番号     | 2211         | 2306         | 2355         | 2261         | 1965年12月   |

さらに翌1966年には26両増備されて、6両編成9本・5両編成1本の合計59両となった。このグループからは、車内混雑緩和のため、ドア付近の立席スペースが拡大されている。
| ← 京都大阪 → | ← 京都大阪 → | ← 京都大阪 → | ← 京都大阪 → | ← 京都大阪 → | ← 京都大阪 → |
| 形式         | 2200         | 2300         | 2350         | 2250         | 竣工         |
| ------------ | ------------ | ------------ | ------------ | ------------ | ------------ |
| 形式         | Mc           | M            | T            | Tc           | 竣工         |
| 車両番号     | 2212         |              |              | 2262         | 1967年3月    |
| 車両番号     | 2213         |              |              | 2263         | 1966年11月   |
| 車両番号     | 2214         |              |              | 2264         | 1966年11月   |
| 車両番号     | 2215         |              |              | 2265         | 1967年2月    |
| 車両番号     | 2216         |              |              | 2266         | 1967年2月    |
| 車両番号     | 2217         |              |              | 2267         | 1966年10月   |
| 車両番号     | 2218         |              |              | 2268         | 1966年10月   |
| 車両番号     | 2219         |              |              | 2269         | 1967年1月    |
| 車両番号     | 2220         |              |              | 2270         | 1967年3月    |
| 車両番号     |              | 2307         | 2357         |              | 1966年10月   |
| 車両番号     |              | 2308         | 2358         |              | 1966年11月   |
| 車両番号     |              | 2309         | 2359         |              | 1967年1月    |
| 車両番号     |              | 2310         | 2356         |              | 1967年2月    |

1967年、7両編成での運転を開始するのに伴い、17両が増備された。中間電動車の2300形が多めに製造されて6両編成5本の間に組み込まれて7両編成5本となり、他には6両編成4本・5両編成1本・4両編成3本が編成された。
| ← 京都大阪 → | ← 京都大阪 → | ← 京都大阪 → | ← 京都大阪 → | ← 京都大阪 → | ← 京都大阪 → |
| 形式         | 2200         | 2300         | 2350         | 2250         | 竣工         |
| ------------ | ------------ | ------------ | ------------ | ------------ | ------------ |
| 形式         | Mc           | M            | T            | Tc           | 竣工         |
| 車両番号     | 2221         | 2311         | 2360         | 2271         | 1967年10月   |
| 車両番号     | 2222         | 2312         | 2361         | 2272         | 1967年12月   |
| 車両番号     | 2223         | 2313         | 2362         | 2273         | 1967年12月   |
| 車両番号     |              | 2314         |              |              | 1967年11月   |
| 車両番号     | 2315         |              |              |              | 1967年11月   |
| 車両番号     | 2316         |              |              |              | 1967年11月   |
| 車両番号     | 2317         |              |              |              | 1967年11月   |
| 車両番号     | 2318         |              |              |              | 1967年11月   |

1968年には、編成単位では最後の増備となる22両が製造された。そのうち21両は、貫通7両編成3本として組成され、残りの1両は5両編成に組み込まれて6両編成化された。この時点で、7両編成8本・6両編成5本・4両編成3本の合計98両体制となった。
| ← 京都大阪 → | ← 京都大阪 → | ← 京都大阪 → | ← 京都大阪 → | ← 京都大阪 → | ← 京都大阪 → | ← 京都大阪 → | ← 京都大阪 → | ← 京都大阪 → |
| 形式         | 2200         | 2300         | 2350         | 2350         | 2300         | 2300         | 2250         | 竣工         |
| ------------ | ------------ | ------------ | ------------ | ------------ | ------------ | ------------ | ------------ | ------------ |
| 形式         | Mc           | M            | T            | T            | M            | M            | Tc           |              |
| 車両番号     | 2224         | 2319         | 2364         | 2363         | 2320         | 2321         | 2274         | 1968年10月   |
| 車両番号     | 2225         | 2322         | 2366         | 2365         | 2323         | 2324         | 2275         | 1968年11月   |
| 車両番号     | 2226         | 2326         | 2368         | 2367         | 2327         | 2328         | 2276         | 1968年12月   |
| 車両番号     |              | 2325         |              |              |              |              |              | 1968年10月   |

### 一部車両の中間車化・2000系への編入
1970年代に入って前頭部の砂地処理はおこなわれなくなった。
1971年、急増する利用客に対処するため、2200系は7両編成への組み替えが行われることとなった。この時、2201 - 2206及び2254 - 2256については運転台が簡易撤去され、それぞれ2300形2329 - 2334及び2350形2369 - 2371に改番された。また余剰となった制御車3両（2251・2252・2253）は、運転台を簡易撤去の上2000系に編入され、1972年にはそれぞれ2100形2156・2157・2158に改番されて正式に2000系グループとなった。これらは後に2600系に車体流用された。
なお、この時点では、2210Fのみ4両編成のまま残されている。

### 昇圧対応・冷房化改造工事

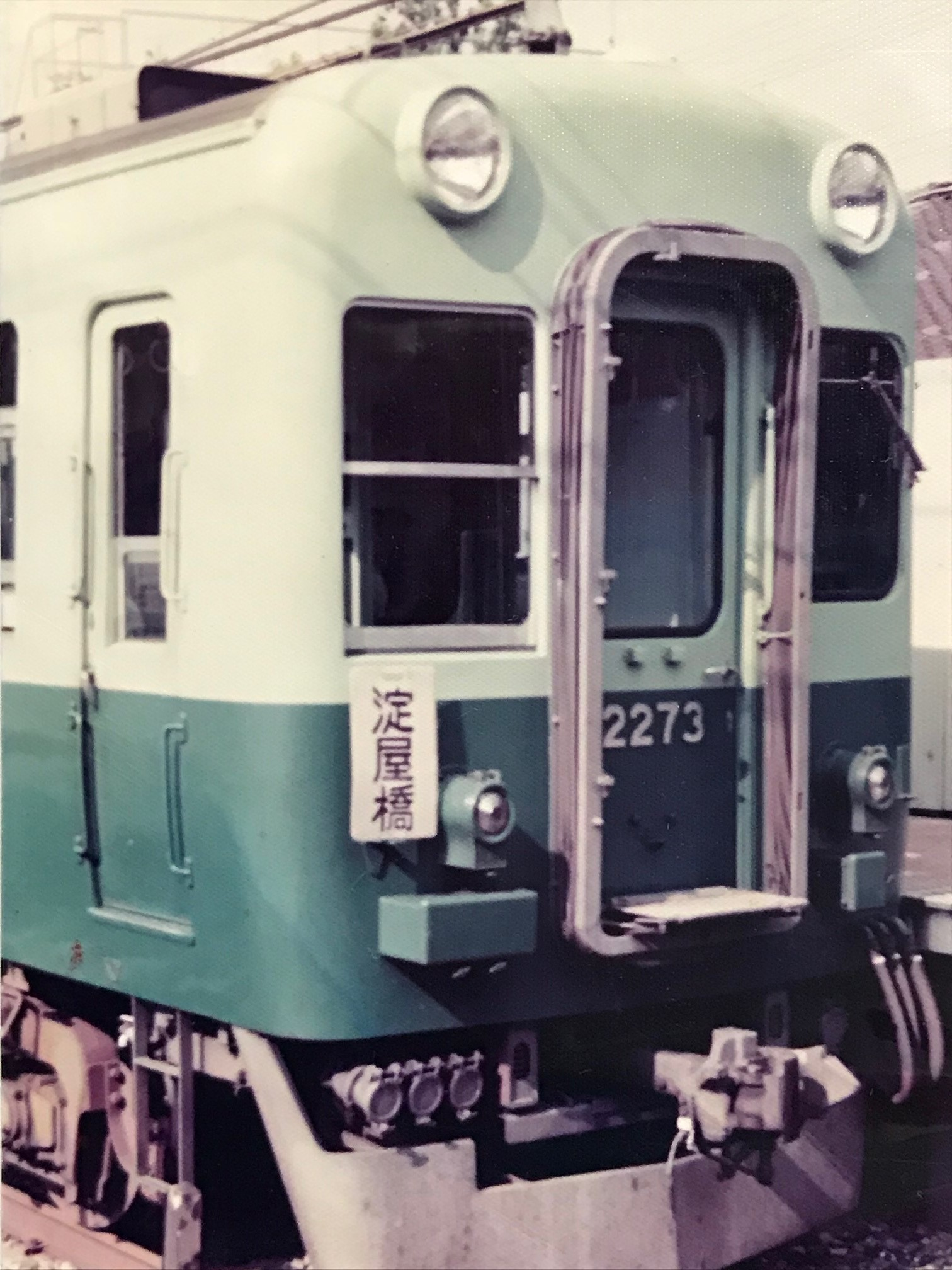
京阪2200系原形（冷房化、シールドビーム化前）

京阪電鉄では、1970年代後半に架線電圧の1500 Vへの昇圧が決定し、2200系については、昇圧対応工事と冷房改造を一度に行うこととなって、1974年から1976年にかけて工事が行われた。この工事では冷房装置を除いて外見にはほとんど手を加えていないが、屋根上にはクーラーが載るため、パンタグラフがコンパクトな下枠交差形の｢PT-4805A｣に変更され、床下機器では補助電源装置がクーラー用電源としても必要なために大容量のMG｢TDK-3750A(140 kVA)｣に交換された。前照灯は白熱灯のケースにシールドビームを入れる形で交換されている。
4両編成のまま残された2210Fについても同様の工事が行われたが、1981年2月に製造された2600系2629Fと連結され、以後は7両編成で使用されるようになった。

### 改修工事

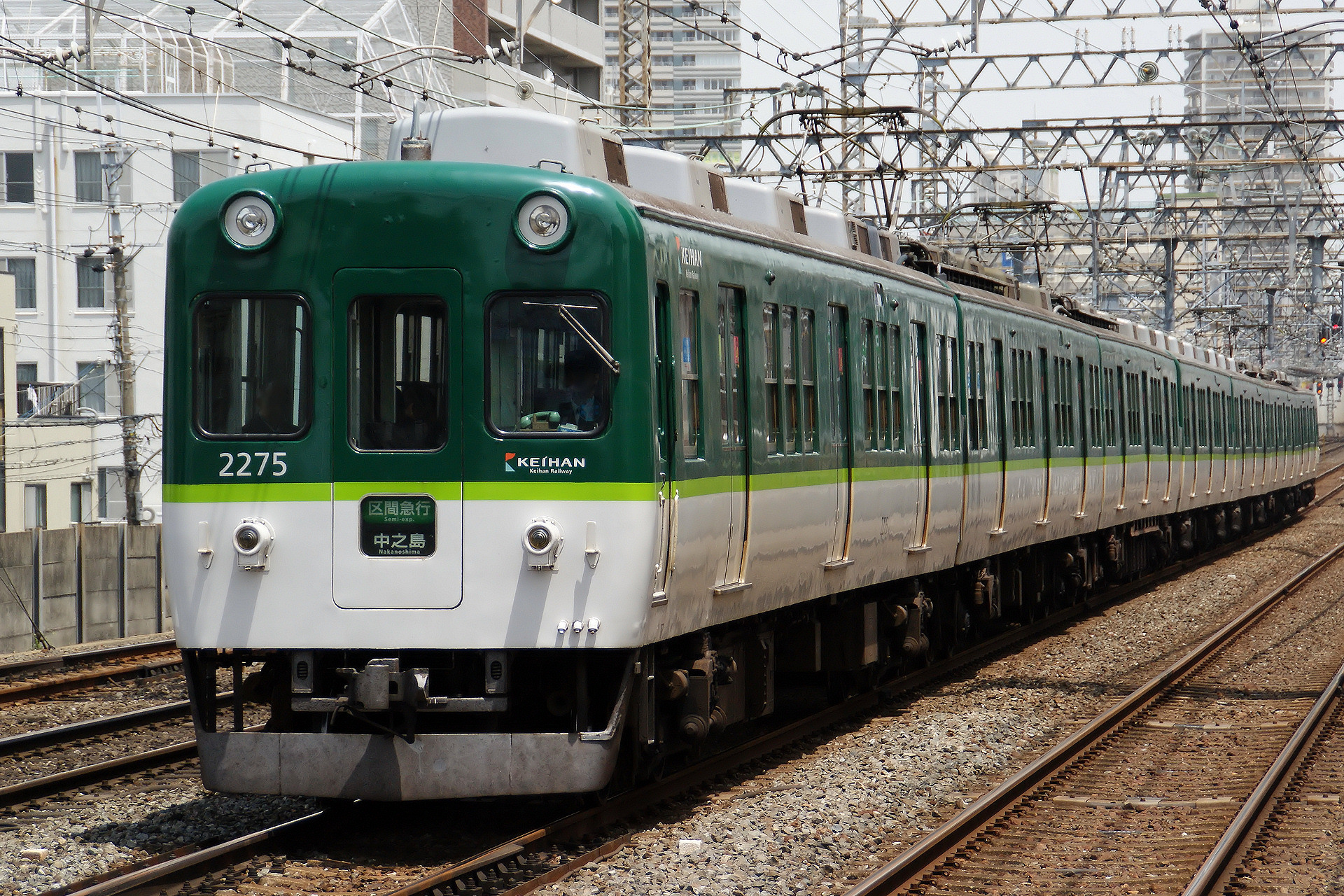
京阪2200系電車（初期更新車）
（新塗装）

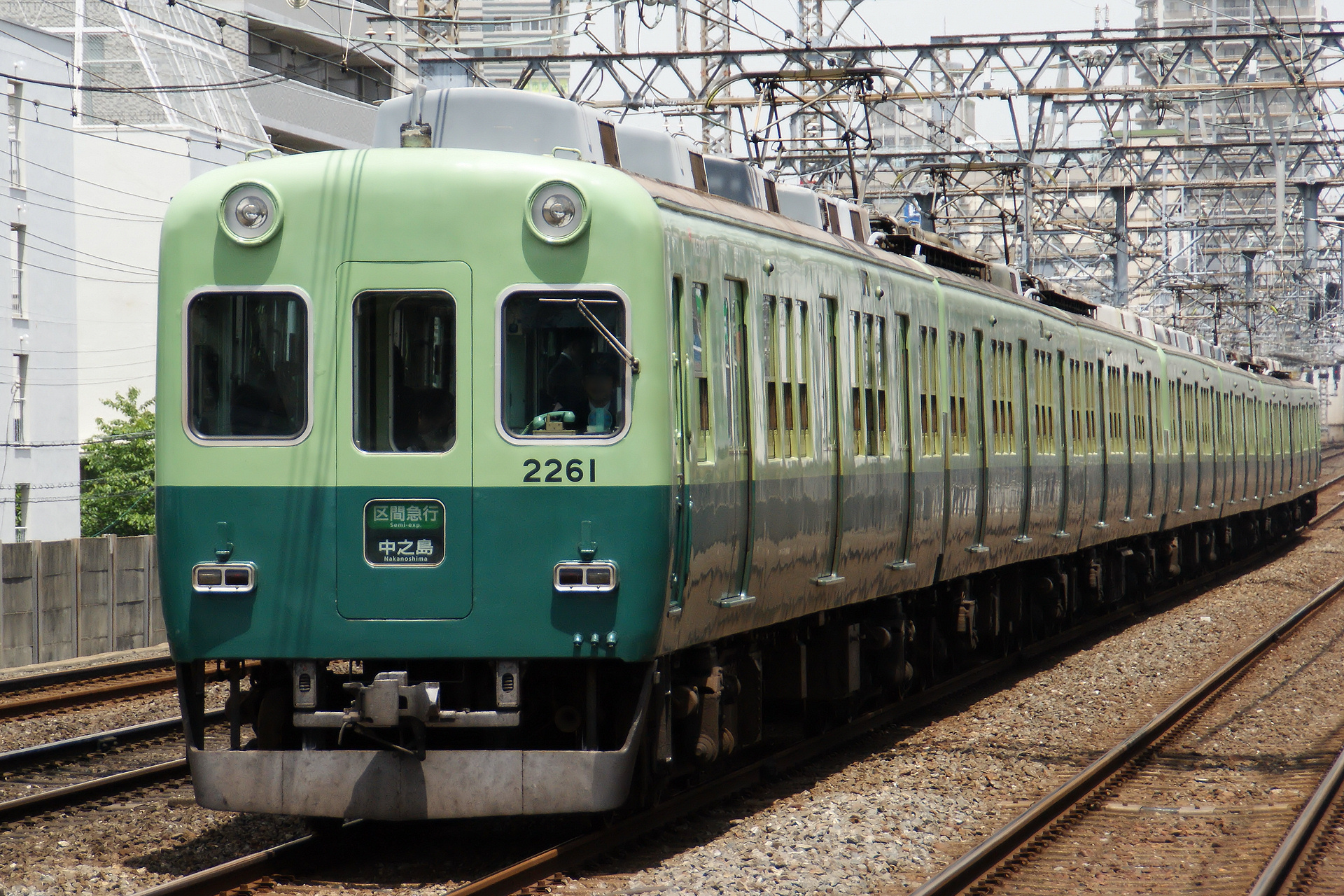
京阪2200系電車（後期更新車）
（旧塗装）

1500 V昇圧の翌年の1984年（昭和59年）11月出場の2222Fを手始めに改修工事が開始された。この工事では車体にも大きく手が加えられ、2600系0番台の一部にも施工されたように正面左側のサッシ窓を固定窓化の上、同じく正面の貫通扉を外開きの非常口に変更した上で列車種別・行先表示器が設けられ、また6000系で初採用された停車駅にてドアが開く際の自動案内放送装置および戸閉予告ブザーが設置された。また改修4本目となる2224Fからは先頭の窓枠が黒Hゴム支持から銀枠支持に、尾灯・標識灯のデザインが3000系以降と同じものになっている。車内は化粧板が新品に張り替えられたほか、荷物棚の網が繊維製から金属製に変更されている。さらに中間に組み込まれていた2200形6両と2250形7両に対して中間車化も行われ、それぞれ2300形と2350形に編入されている。この改造は2000系に見られた簡易撤去とは異なり、運転台を完全に取り去って客室に置き換えているが、丸妻とやや幅の狭い窓にその痕跡をとどめている。運転台跡の完全撤去工事は、簡易運転台撤去車に対しても実施されている。
改修工事時の改番
2208・2214・2220・2213・2215・2212→2335・2336・2337・2338・2339・2340
2272・2268・2271・2267・2269・2266・2260→2372・2373・2374・2375・2376・2377・2378
車体改修工事と同時に前面・側面の方向幕が種別色地に白抜き文字に変更されたが、最初に施工された2222のみは工事完了から1か月ほどは前面方向幕が白地に種別色文字だった。
1987年4月以降の改修車（5編成）では、制御装置がACRF-8155-576に交換され、回生ブレーキ付きの界磁添加励磁制御となり、以後の京阪の更新工事対象車両にも施されることになる。

### 8両編成化に伴う中間車製造
| 形式     | 2380 | 竣工      |
| -------- | ---- | --------- |
| 形式     | T    | 竣工      |
| 車両番号 | 2381 | 1985年3月 |
| 車両番号 | 2382 | 1985年3月 |
| 車両番号 | 2383 | 1985年3月 |
| 車両番号 | 2384 | 1985年3月 |
| 車両番号 | 2385 | 1985年3月 |

架線電圧の昇圧により長年通勤輸送の足枷となっていた最長7両編成という制約から解放され、1985年から淀屋橋 - 樟葉間で8両編成の列車を運転するにあたって新たに本系列の7両編成に増結するための付随車（2380番台）が17年ぶりに5両新造された。2380番台は2600系30番台の付随車をベースにしている。これにより、本系列は103両となった。
当時の最新鋭車であった6000系ではなく本系列を8両化したのは、当時8両運転が朝夕ラッシュ時限定だったことに加えて、京都寄りの東福寺 - 三条間の地下化工事が進行中で、その完成（1987年5月）に合わせて急行停車駅でのホーム延伸工事を実施して本線全線で8両編成を運行する予定になっていたためである。この工事が終わっていない時点で6000系を8両化すると、8両編成に対応していない京都方に乗り入れできず、当時の最新型車両が8両編成のみ稼働率が著しく落ちる問題を回避するためであった。
また、この2380番台の製造をもって、1959年（昭和34年）登場の2000系から続いた、モノコック構造のいわゆる「卵型電車」の製造は完全に終了した。

### 塗装変更まで

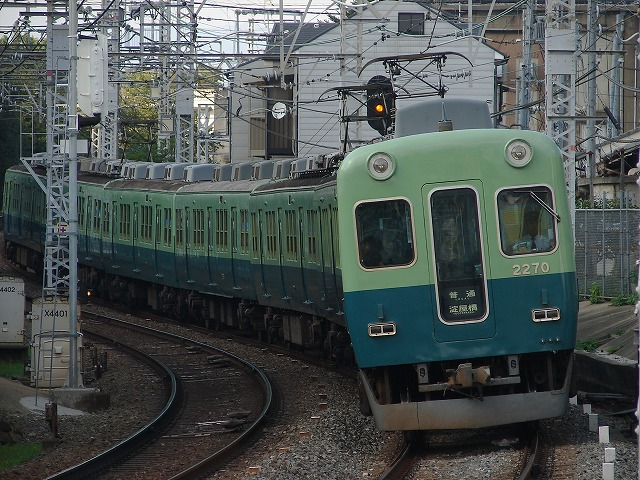
前面扉が交換された2270号車（旧塗装）

大阪市鶴見緑地で開催された「EXPO90国際花と緑の博覧会」のPRで1989年4月20日から1990年9月13日まで、2217F(2217-2307-2375+2357-2338-2322-2263)が、白を基調に緑色のライン、博覧会のマスコットキャラクター「花ずきんちゃん」のデカールを貼り『みどり号』として運用された。
1993年に、2270号車は、事故による破損の復旧に際して、前面の貫通扉が更新後の2400系と同タイプのものに交換された。
1998年に、8両で組成されていた回生ブレーキ車4本から2382 - 2385号車を抜いて、7両で組成されていた発電ブレーキ車4本に組み込む編成替えが行われたが、これは回生ブレーキ組の普通列車使用により省エネ効果のさらなる向上を図るためのものであった。
2000年7月のダイヤ改正に際して、2218Fは2382が外されて8両編成から7両編成に変更され、2207Fは2351が外されて代わりに2382が組み込まれて、外された2351は単独で残された。
2003年に8両編成から2350形1両が外され、基本編成の8両編成が消滅した。外された2350形4両は休車となった。それ以降も、先述の2351が一時的に編成に組み込まれて8両編成が組成されることがあった。
前述のとおり、1981年から2210Fは大阪方に2600系を連結して7両編成とされていたが、2005年または2006年に2600系の連結相手の2200系は回生ブレーキ仕様の2210Fから発電ブレーキ仕様の2218Fに変更された。

### 新塗装化以後

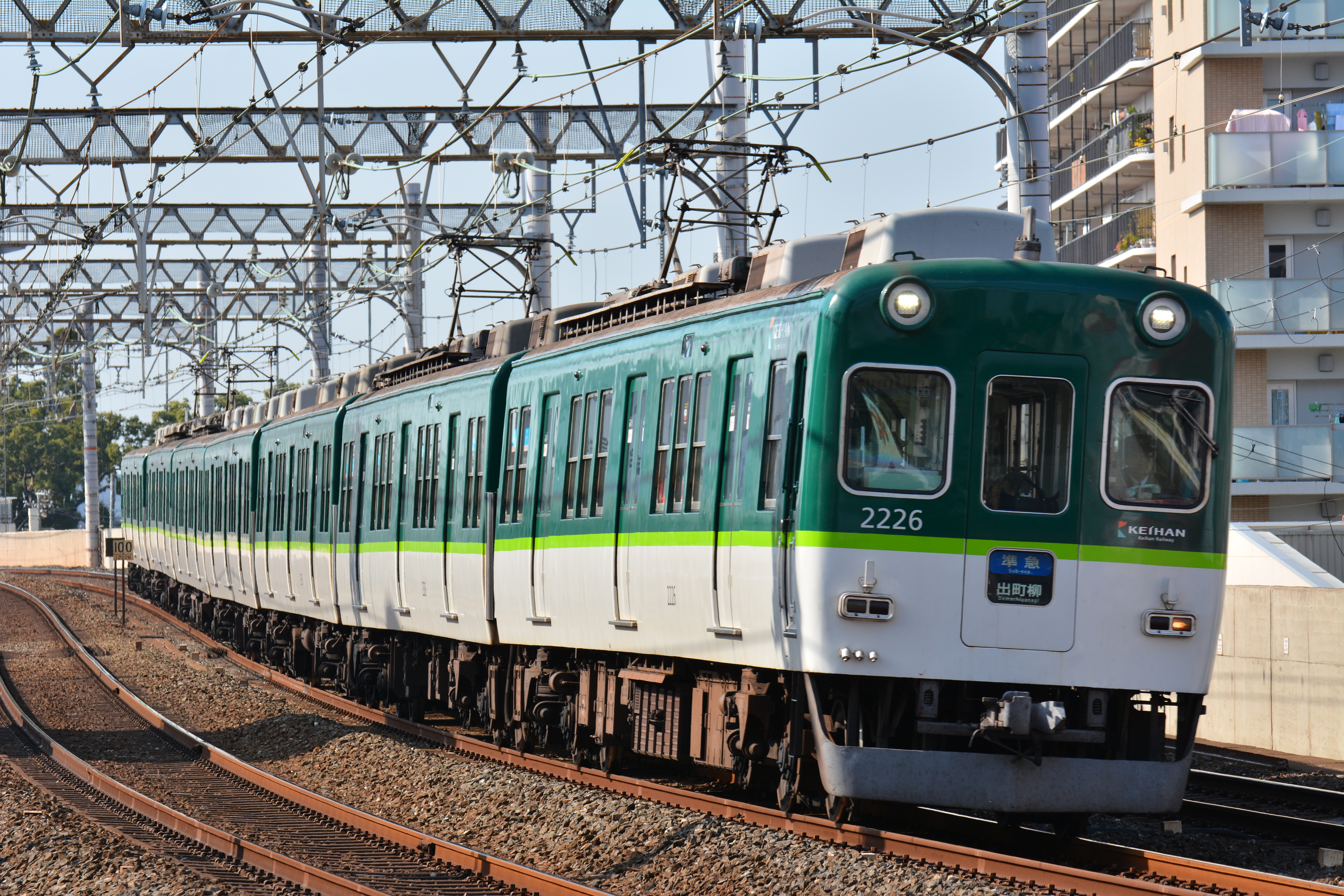
LED前照灯になった2200系

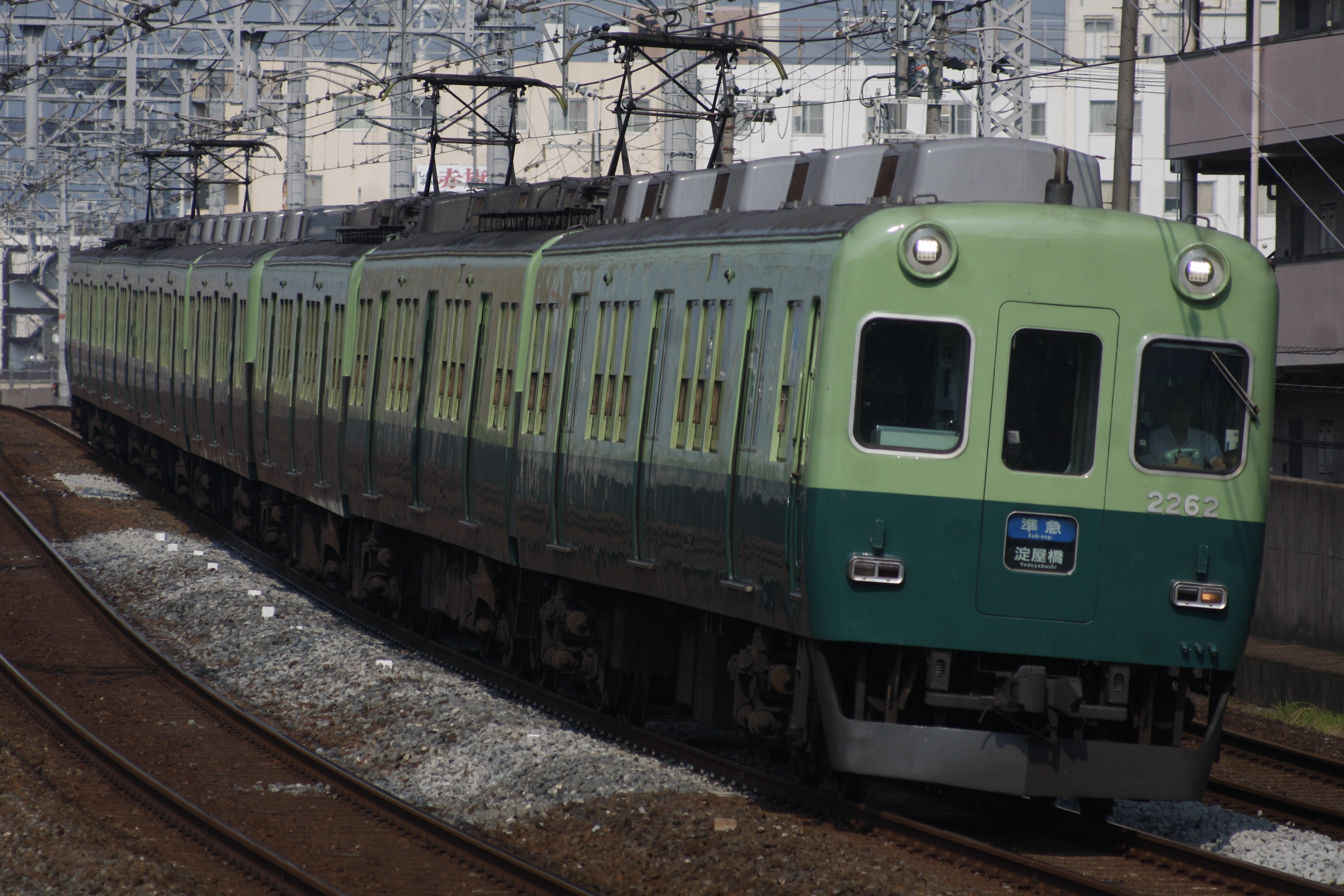
リバイバル塗装が施された2216F

塗装工程の省力化や新塗装化の準備を兼ねて、車両番号が切抜文字からステッカーに変更されるようになり、本系列では2008年3月に検査入場した2211F、同年4月に2210F、同年6月4日に検査出場した2216Fで実施された。
2008年7月9日付けで本系列の2221Fが新塗装に変更され、7200系7201Fに続く2本目の通勤車の新塗装車となった。7月24日には2225F（初期更新車）が、9月15日に2226Fが、12月1日に2209Fも新塗装に変更された。2010年3月現在、2210F・2217F・2222F・2224Fも新塗装化されている。
本系列を含めた京阪線車両は、2013年5月までに新塗装への変更を完了した。
京阪では2014年から在来車の前照灯をシールドビームからLEDに交換する改造が行われており、2017年からは本系列も改造が進められている。
2024年7月28日から2216Fが、2200系デビュー60周年を記念した「リバイバル塗装」として、塗装や車番・銘板などの車体外観を1988年当時の姿に復元して運行している。

## 運用
本線・鴨東線・中之島線の、主に普通・区間急行・準急・急行・快速急行で運用されている。
交野・宇治両線には回数は少なかったものの、運用開始当初より1981年までの間、6両編成に組成した編成が臨時急行「天ヶ瀬号」で宇治線に充当されたり、その他普通列車として旧型車と共通運用で4両編成が入線していたこともあった。1968年まで行われていた近鉄京都線への乗り入れには2000系と同様に充当されたことがない。これらの形式は車両限界の相違から直通運転可能車両の対象外であったためである。
運行開始当時より1971年までは臨時特急で使用されたりもしていた。2000年7月1日のダイヤ改正より8両編成については片道1本あったロングシート車両使用の特急（2000年改正で新規に設定されたもの）で運用されることもあった。本系列の定期特急充当はこれが初であった。ただし、他の一般車8両と共通運用であったため、必ずしも本系列が運用されるとは限らなかった。なお、本系列は2002年8月に特急運用から撤退している。これは本系列が同年10月より設定された女性専用車両の指定をされなかったためである。
2016年3月のダイヤ改正以降は、快速急行の運用に就く機会もある。

## 廃車
2007年から廃車が始まっており、同年12月31日付けで2359・2361・2362・2364が廃車となった。登場からすでに約50年が経過し、また、初期に更新工事を受けた編成は1900系全廃後は京阪で唯一の抵抗制御車両となっており、最後に更新工事を受けた車両でも20年以上経過するため、13000系の投入などを受けて2600系0番台ともども順次置き換えが進められ、在籍車両数は、2014年4月1日現在では7両編成9本と編成から外れた2380番台3両の計66両となった。その後も廃車が進められ、2016年11月30日には2380番台の5両も廃車となり、2017年4月1日現在の在籍車両数は7両編成7本の計49両となった。2016年度以降は京橋駅へのホームドア設置に伴い乗降位置の異なる5000系の置き換えを優先した影響で、2017年度から2021年度は本系列の廃車はなかった。2022年度は2023年3月7日付けで7両が廃車となった。2023年度は2023年8月と9月に計14両が廃車となり、2024年4月1日現在で在籍するのは7両編成4本（2209F・2211F・2216F・2226F）となった。
2600系への編入車は、2001年12月28日付けで2922（元2253）、2013年5月31日付けで2923（元2252）、2023年11月8日付けで2924（元2251）が、それぞれ廃車となっている。
2024年10月25日に13000系を2026年度までに67両を導入し、残存する1000系・2400系・2600系とともに13000系既存車との組み替えと合わせ置き換えが発表され、順次置き換えられる予定である。これが達成されるとダブルデッカーで普通鋼製の8000系8800形を除き、営業車両はアルミ製に統一される。

## 過去の編成表
- *車番：京都方の運転台撤去車
- 車番*：大阪方の運転台撤去車

1981年1月1日現在
| ← （京都）三条・私市・宇治（大阪）淀屋橋 → | ← （京都）三条・私市・宇治（大阪）淀屋橋 → | ← （京都）三条・私市・宇治（大阪）淀屋橋 → | ← （京都）三条・私市・宇治（大阪）淀屋橋 → | ← （京都）三条・私市・宇治（大阪）淀屋橋 → | ← （京都）三条・私市・宇治（大阪）淀屋橋 → | ← （京都）三条・私市・宇治（大阪）淀屋橋 → | ← （京都）三条・私市・宇治（大阪）淀屋橋 → | ← （京都）三条・私市・宇治（大阪）淀屋橋 → |
| 形式                                       | 2200形                                     | 2300形                                     | 2350形                                     | 2350形                                     | 2300形                                     | 2300形                                     | 2250形                                     | 備考                                       |
| ------------------------------------------ | ------------------------------------------ | ------------------------------------------ | ------------------------------------------ | ------------------------------------------ | ------------------------------------------ | ------------------------------------------ | ------------------------------------------ | ------------------------------------------ |
| 区分                                       | Mc                                         | M                                          | T                                          | T                                          | M                                          | M                                          | Tc                                         |                                            |
| 車両番号                                   | 2207                                       | 2301                                       | 2351                                       | 2370*                                      | *2329                                      | 2317                                       | 2257                                       |                                            |
| 車両番号                                   | 2209                                       | 2306                                       | 2353                                       | 2371*                                      | *2334                                      | 2316                                       | 2259                                       |                                            |
| 車両番号                                   | 2211                                       | 2305                                       | 2355                                       | 2369*                                      | *2331                                      | 2303                                       | 2261                                       |                                            |
| 車両番号                                   | 2223                                       | 2302                                       | 2360                                       | 2352                                       | *2330                                      | 2313                                       | 2273                                       |                                            |
| 車両番号                                   | 2224                                       | 2319                                       | 2364                                       | 2363                                       | *2333                                      | 2321                                       | 2274                                       |                                            |
| 車両番号                                   | 2225                                       | 2323                                       | 2366                                       | 2365                                       | *2332                                      | 2324                                       | 2275                                       |                                            |
| 車両番号                                   | 2226                                       | 2326                                       | 2368                                       | 2367                                       | 2327                                       | 2328                                       | 2276                                       |                                            |
| 形式                                       | 2200形                                     | 2300形                                     | 2350形                                     | 2250形                                     | 2200形                                     | 2300形                                     | 2250形                                     | 備考                                       |
| 区分                                       | Mc                                         | M                                          | T                                          | Tc                                         | Mc                                         | M                                          | Tc                                         |                                            |
| 車両番号                                   | 2216                                       | 2310                                       | 2356                                       | 2266                                       | 2212                                       | 2314                                       | 2262                                       |                                            |
| 車両番号                                   | 2217                                       | 2307                                       | 2357                                       | 2267                                       | 2213                                       | 2322                                       | 2263                                       |                                            |
| 車両番号                                   | 2218                                       | 2308                                       | 2358                                       | 2268                                       | 2214                                       | 2325                                       | 2264                                       |                                            |
| 車両番号                                   | 2219                                       | 2309                                       | 2359                                       | 2269                                       | 2215                                       | 2315                                       | 2265                                       |                                            |
| 車両番号                                   | 2221                                       | 2311                                       | 2361                                       | 2271                                       | 2220                                       | 2320                                       | 2270                                       |                                            |
| 車両番号                                   | 2222                                       | 2312                                       | 2362                                       | 2272                                       | 2208                                       | 2318                                       | 2258                                       |                                            |
| 形式                                       | 2200形                                     | 2300形                                     | 2350形                                     | 2250形                                     |                                            |                                            |                                            | 備考                                       |
| 区分                                       | Mc                                         | M                                          | T                                          | Tc                                         |                                            |                                            |                                            |                                            |
| 車両番号                                   | 2210                                       | 2304                                       | 2354                                       | 2260                                       |                                            |                                            |                                            |                                            |

2007年4月1日現在
| ← （京都）出町柳（大阪）淀屋橋・中之島 → | ← （京都）出町柳（大阪）淀屋橋・中之島 → | ← （京都）出町柳（大阪）淀屋橋・中之島 → | ← （京都）出町柳（大阪）淀屋橋・中之島 → | ← （京都）出町柳（大阪）淀屋橋・中之島 → | ← （京都）出町柳（大阪）淀屋橋・中之島 → | ← （京都）出町柳（大阪）淀屋橋・中之島 → | ← （京都）出町柳（大阪）淀屋橋・中之島 → | ← （京都）出町柳（大阪）淀屋橋・中之島 → | ← （京都）出町柳（大阪）淀屋橋・中之島 →              |
| 形式                                     | 2200形                                   | 2300形                                   | 2350形                                   | 2350形                                   | 2300形                                   | 2300形                                   | 2250形                                   | 廃車                                     | 備考                                                  |
| ---------------------------------------- | ---------------------------------------- | ---------------------------------------- | ---------------------------------------- | ---------------------------------------- | ---------------------------------------- | ---------------------------------------- | ---------------------------------------- | ---------------------------------------- | ----------------------------------------------------- |
| 区分                                     | Mc                                       | M                                        | T                                        | T                                        | M                                        | M                                        | Tc                                       |                                          |                                                       |
| 車両番号                                 | 2209                                     | 2306                                     | 2353                                     | 2371*                                    | *2334                                    | 2316                                     | 2259                                     |                                          |                                                       |
| 車両番号                                 | 2210                                     | 2304                                     | 2354                                     | 2378*                                    | *2336                                    | 2325                                     | 2264                                     | 2023年8月21日                            | 界磁添加励磁制御・抵抗制御混成                        |
| 車両番号                                 | 2211                                     | 2305                                     | 2355                                     | 2369*                                    | *2331                                    | 2303                                     | 2261                                     |                                          |                                                       |
| 車両番号                                 | 2216                                     | 2310                                     | 2356                                     | 2377*                                    | *2340                                    | 2314                                     | 2262                                     |                                          |                                                       |
| 車両番号                                 | 2217                                     | 2307                                     | 2375*                                    | 2357                                     | *2338                                    | 2322                                     | 2263                                     | 2023年9月11日                            | 抵抗制御                                              |
| 車両番号                                 | 2223                                     | 2302                                     | 2352                                     | 2360                                     | *2330                                    | 2313                                     | 2273                                     | 2011年6月30日                            | 抵抗制御                                              |
| 車両番号                                 | 2225                                     | 2323                                     | 2365                                     | 2366                                     | *2332                                    | 2324                                     | 2275                                     | 2023年3月7日                             | 抵抗制御                                              |
| 車両番号                                 | 2226                                     | 2326                                     | 2368                                     | 2367                                     | 2327                                     | 2328                                     | 2276                                     |                                          |                                                       |
| 形式                                     | 2200形                                   | 2300形                                   | 2350形                                   | 2380形                                   | 2300形                                   | 2300形                                   | 2250形                                   | 廃車                                     | 備考                                                  |
| 区分                                     | Mc                                       | M                                        | T                                        | T                                        | M                                        | M                                        | Tc                                       |                                          |                                                       |
| 車両番号                                 | 2207                                     | 2301                                     | 2370*                                    | 2382                                     | *2329                                    | 2317                                     | 2257                                     | 2013年5月31日                            | 2380形は半端車化後、2016年11月30日付けで廃車 抵抗制御 |
| 車両番号                                 | 2219                                     | 2309                                     | 2376*                                    | 2383                                     | *2339                                    | 2315                                     | 2265                                     | 2011年6月30日                            | 2380形は半端車化後、2016年11月30日付けで廃車 抵抗制御 |
| 車両番号                                 | 2221                                     | 2311                                     | 2374*                                    | 2385                                     | *2337                                    | 2320                                     | 2270                                     | 2015年12月31日                           | 2380形は半端車化後、2016年11月30日付けで廃車 抵抗制御 |
| 車両番号                                 | 2222                                     | 2312                                     | 2372*                                    | 2381                                     | *2335                                    | 2318                                     | 2258                                     | 2011年8月31日                            | 2380形は半端車化後、2016年11月30日付けで廃車 抵抗制御 |
| 車両番号                                 | 2224                                     | 2319                                     | 2363                                     | 2384                                     | *2333                                    | 2321                                     | 2274                                     | 2015年3月31日                            | 2380形は半端車化後、2016年11月30日付けで廃車 抵抗制御 |
| 形式                                     | 2200形                                   | 2300形                                   | 2350形                                   | 2350形                                   | 2700形                                   | 2700形                                   | 2800形                                   | 廃車                                     | 備考                                                  |
| 区分                                     | Mc                                       | M                                        | T                                        | T                                        | M                                        | M                                        | Tc                                       |                                          |                                                       |
| 車両番号                                 | 2218                                     | 2308                                     | 2358                                     | 2373*                                    | *2629                                    | 2729                                     | 2829                                     | 2009年11月30日                           | 抵抗制御、大阪側3両は2600系                           |

半端車
| 2350形 | 廃車           | 備考    |
| ------ | -------------- | ------- |
| 2351   | 2009年11月30日 | 8連予備 |
| 2359   | 2007年12月31日 |         |
| 2361   | 2007年12月31日 |         |
| 2362   | 2007年12月31日 |         |
| 2364   | 2007年12月31日 |         |

## 現在の編成表
2024年4月1日現在
- *車番：京都方の運転台撤去車
- 車番*：大阪方の運転台撤去車

| ← （京都）出町柳（大阪）淀屋橋・中之島 → | ← （京都）出町柳（大阪）淀屋橋・中之島 → | ← （京都）出町柳（大阪）淀屋橋・中之島 → | ← （京都）出町柳（大阪）淀屋橋・中之島 → | ← （京都）出町柳（大阪）淀屋橋・中之島 → | ← （京都）出町柳（大阪）淀屋橋・中之島 → | ← （京都）出町柳（大阪）淀屋橋・中之島 → | ← （京都）出町柳（大阪）淀屋橋・中之島 → | ← （京都）出町柳（大阪）淀屋橋・中之島 → |
| 形式                                     | 2200形                                   | 2300形                                   | 2350形                                   | 2350形                                   | 2300形                                   | 2300形                                   | 2250形                                   | 備考                                     |
| ---------------------------------------- | ---------------------------------------- | ---------------------------------------- | ---------------------------------------- | ---------------------------------------- | ---------------------------------------- | ---------------------------------------- | ---------------------------------------- | ---------------------------------------- |
| 区分                                     | Mc                                       | M                                        | T                                        | T                                        | M                                        | M                                        | Tc                                       |                                          |
| 車両番号                                 | 2209                                     | 2306                                     | 2353                                     | 2371*                                    | *2334                                    | 2316                                     | 2259                                     |                                          |
| 車両番号                                 | 2211                                     | 2305                                     | 2355                                     | 2369*                                    | *2331                                    | 2303                                     | 2261                                     |                                          |
| 車両番号                                 | 2216                                     | 2310                                     | 2356                                     | 2377*                                    | *2340                                    | 2314                                     | 2262                                     | リバイバル塗装                           |
| 車両番号                                 | 2226                                     | 2326                                     | 2368                                     | 2367                                     | 2327                                     | 2328                                     | 2276                                     |                                          |

## その他
- 1969年11月21日から1970年11月14日にかけて、2358号車にKS75アルミ合金台車を取り付けて使用試験がおこなわれた。なお、この台車は試験終了後、劣化状態や負荷データ取りのために切りきざまれて現存しない。
- 冷房改造工事で下枠交差式と交換されて取り外されたパンタグラフは一部が京福電気鉄道に譲渡され、1978年10月に叡山本線・鞍馬線（現・叡山電鉄叡山本線・鞍馬線）の集電装置をポールから変更するのに使用された。その一部は現在も現役で使用されている。また冷房対応の大型のものに取替られて余剰となった一部の電動発電機(MG)も同社に譲渡され、デナ500形のデオ600形への改造等に使用されている。
- 2226Fは唯一、編成内に運転台を撤去して中間車化改造された車両が組み込まれておらず、中間車は全車とも当初から中間車として製造された車両である。
- 2216号車は、人身事故により貫通扉が破損し、復旧の際に廃車となっていた1900系から取り外した扉を再利用した（外観ではわかりにくいが、運転台側からでは化粧板の色の相違でわかる）[11]。

## 関連系列
- 2000系（1959年-1982年）
  - 1959年に登場。この系列を基本として2200系が製造された。
- 2400系（1969年 -）
  - 2200系の増備用であるが、登場当時、非冷房だった2200系に対し冷房を最初から搭載した改良型で6編成が製造された。